# Chennai Open 1998
Il Chennai Open 1998 (conosciuto anche come Gold Flake Open) è stato un torneo di tennis giocato sul cemento. È stata la 3ª edizione del Chennai Open, che fa parte della categoria International Series nell'ambito dell'ATP Tour 1998. Si è giocato a Madras in India, dal 5 aprile al 12 aprile 1998.

## Campioni

### Singolare
Patrick Rafter ha battuto in finale  Mikael Tillström con il punteggio di 6–3, 6–4

### Doppio
Leander Paes /  Mahesh Bhupathi hanno battuto in finale  Olivier Delaître /  Maks Mirny con il punteggio di 6–7, 6–3, 6–2